# Champorcher
Champorcher est une commune italienne alpine de la région Vallée d'Aoste.

## Géographie
Champorcher se situe dans la vallée du même nom, près du torrent Ayasse. La vallée est reliée au val de Cogne et au massif du Grand-Paradis par la fenêtre de Champorcher, près du lac Misérin.

## Culture

### Le chanvre
Voir lien externe au fond de l'article
Champorcher est connu pour la tradition du tissage du chanvre. Aujourd'hui cette activité est promue par la coopérative Lou dzeut.

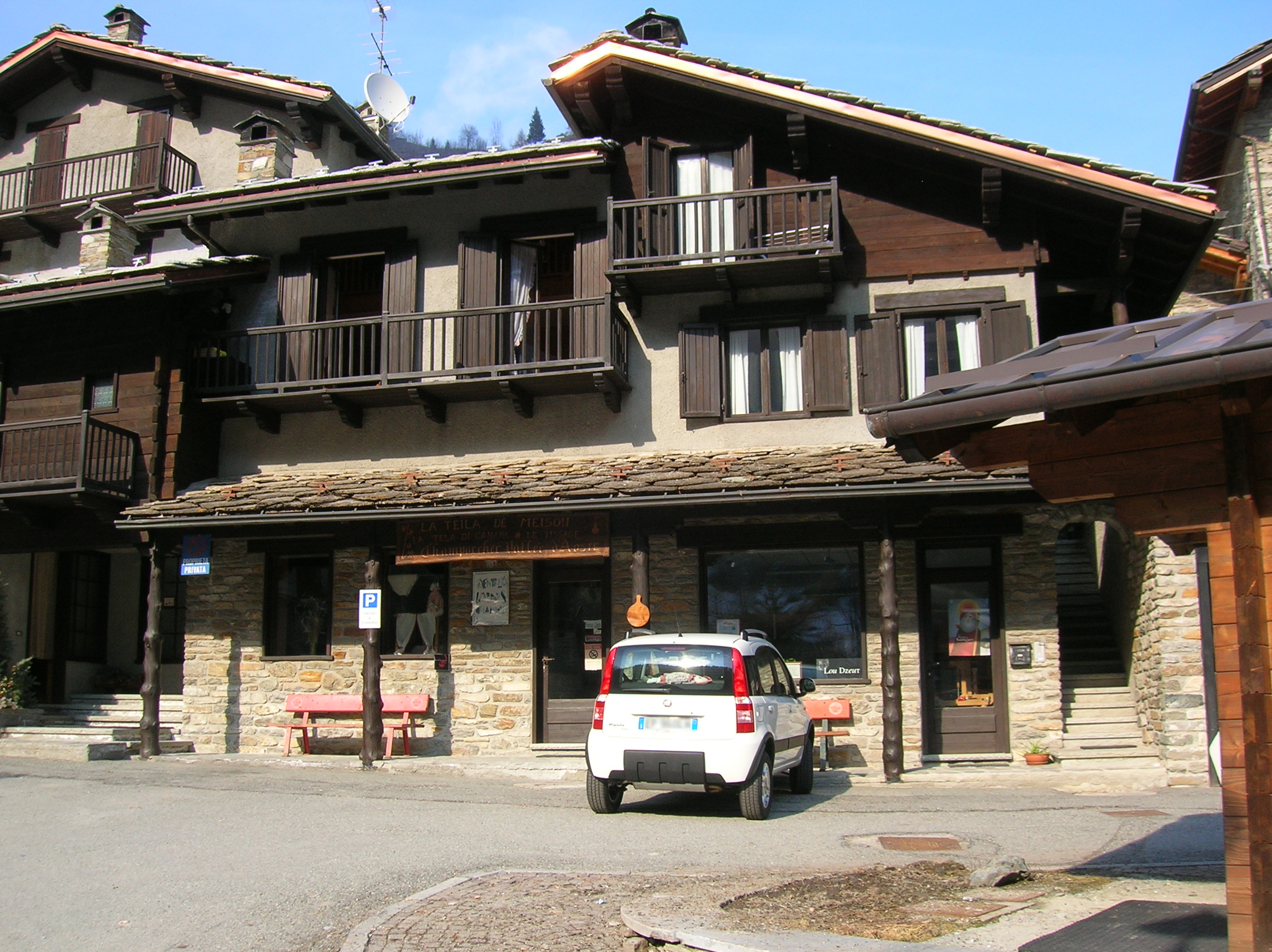
Le siège de la coopérative « Lou Dzeut », qui garde la tradition du tissage manuel traditionnel du chanvre.
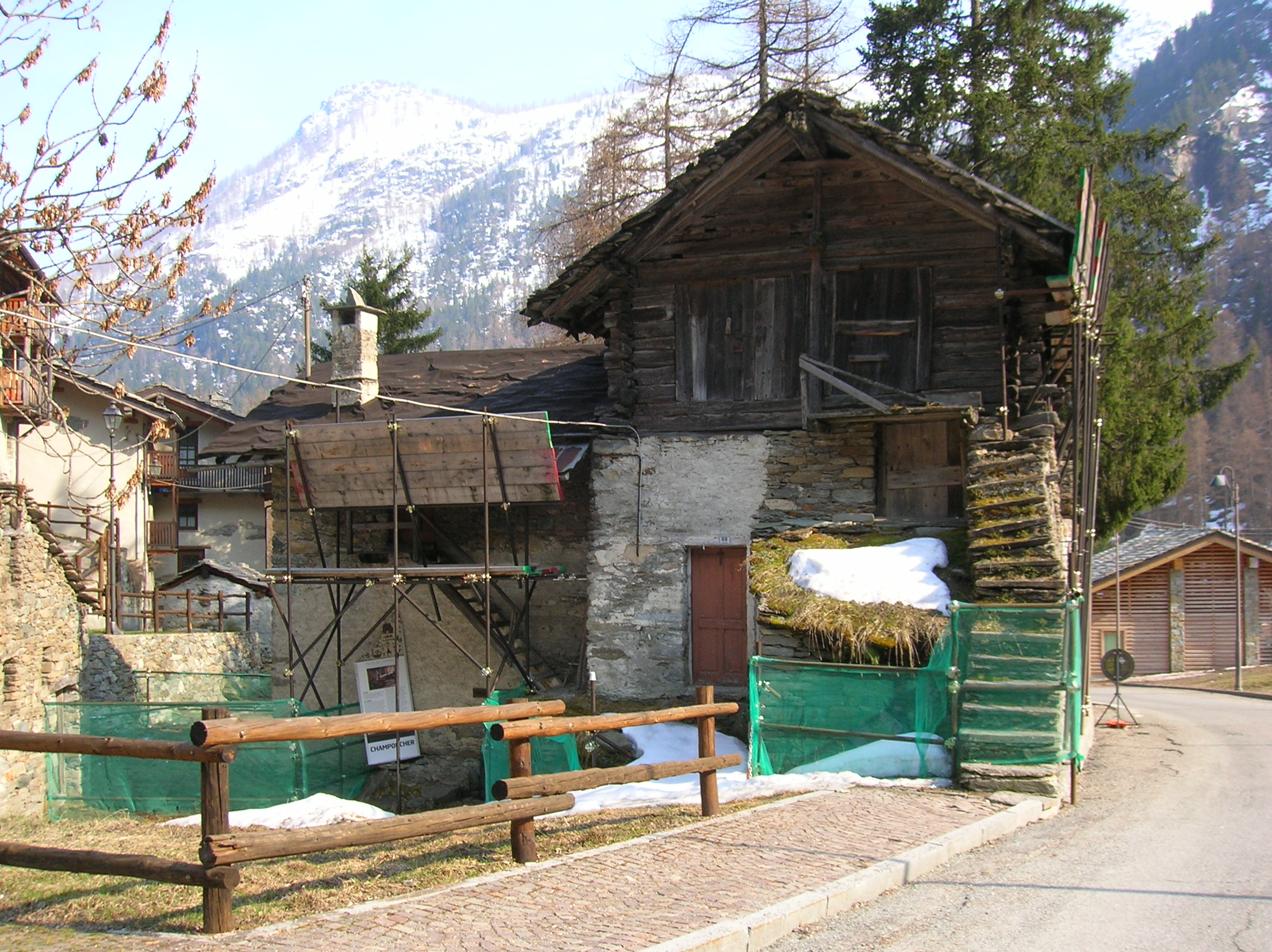
L'écomusée du chanvre, à Chardonney.

## Économie
Champorcher fait partie de la communauté de montagne Mont-Rose.

### Domaine skiable
Un domaine skiable a été aménagé. Il compte 25 km de pistes.

## Histoire

### Toponymie
Le toponyme Champorcher dériverait de Saint Porcier, un soldat romain, qui, échappé du massacre de la légion thébaine, alla chez Saint Bessus en Vallée d'Aoste. Après leur rencontre, les deux saints décidèrent de se diviser, Saint Bessus alla au val Soana, au-delà des Alpes, au Piémont, tandis que Porcier décida de rester dans la vallée de Champorcher.
Champorcher signifierait donc Champ de Porcier.

### Personnalités liées à Champorcher
- L'abbé Pierre Chanoux (1828 – 1909), presbytère, alpiniste et botaniste, fondateur du jardin alpin Chanousia au col du Petit-Saint-Bernard ;
- Antoine Chanoux (1877-1962) - enseignant de français en Égypte, à Dijon, Besançon et Turin ;
- Nicole Gontier - biathlète.

## Monuments et lieux d'intérêt

### Architecture religieuse
- L'église paroissiale Saint-Nicolas (1728) ;
- Le sanctuaire du Misérin ;
- Chapelle Notre-Dame-de-Grâce, Saint-Pantaléon et Notre-Dame du mont Carmel, à Chardonney ;
- Chapelle Marie-Madeleine, à Vigneroise ;
- Chapelle de l'Immaculée, au Petit-Rosier ;
- Chapelle du Saint-Suaire et Saint-Marc, à Grand-Mont-Blanc ;
- Chapelle Saint-Roch (anciennement, Saint-Pierre-aux-Liens) au Grand-Rosier ;
- Chapelle Notre-Dame de la Merci, Sainte-Anne et Saint-Joachim, à Plan-Fenêtre ;
- Chapelle Notre-Dame-d'Oropa, à Coudreyt ;
- Chapelle Notre-Dame-des-Douleurs, Saint-Roch et Notre-Dame-de-la-Salette, à Verannaz ;
- Chapelle de l'Exaltation de la Sainte-Croix et Notre-Dame-de-la-Salette, à Échelly ;
- Chapelle de la Nativité de la Sainte-Vierge, à Outre-l'Ève ;
- Chapelle Saint-Roch, Saint-Fabien et Saint-Sébastien, à Mellier ;
- Chapelle Saint-Jean devant la Porta Latina, à Salleret.

### Architecture militaire
- Le château de Champorcher, sur une hauteur près de l'église paroissiale, érigé au Moyen Âge par la famille de Bard.

### Architecture civile
- Le Parcours découverte du bois de Chardonney, sur la rive droite de l'Ayasse ;
- La Maison Thomas à Chardonney, exemple d'architecture rurale typique, siège de l'écomusée du chanvre.

## Événements
Le 5 août se déroule chaque année le pèlerinage au sanctuaire Notre-Dame-des-Neiges près du lac Misérin.

## Aires naturelles
- Les Gouilles du Pourtset forment un gouffre faisant partie de la Route des gouffres, qui relie les communes de Pontboset (Gouffre de Ratus), de Fontainemore (Gouffre de Guillemore) et de Hône (les trois gouilles de Hône) ;
- Le Parc naturel du Mont-Avic, dont une partie s'étend sur le territoire communal de Champorcher.

## Galerie de photos

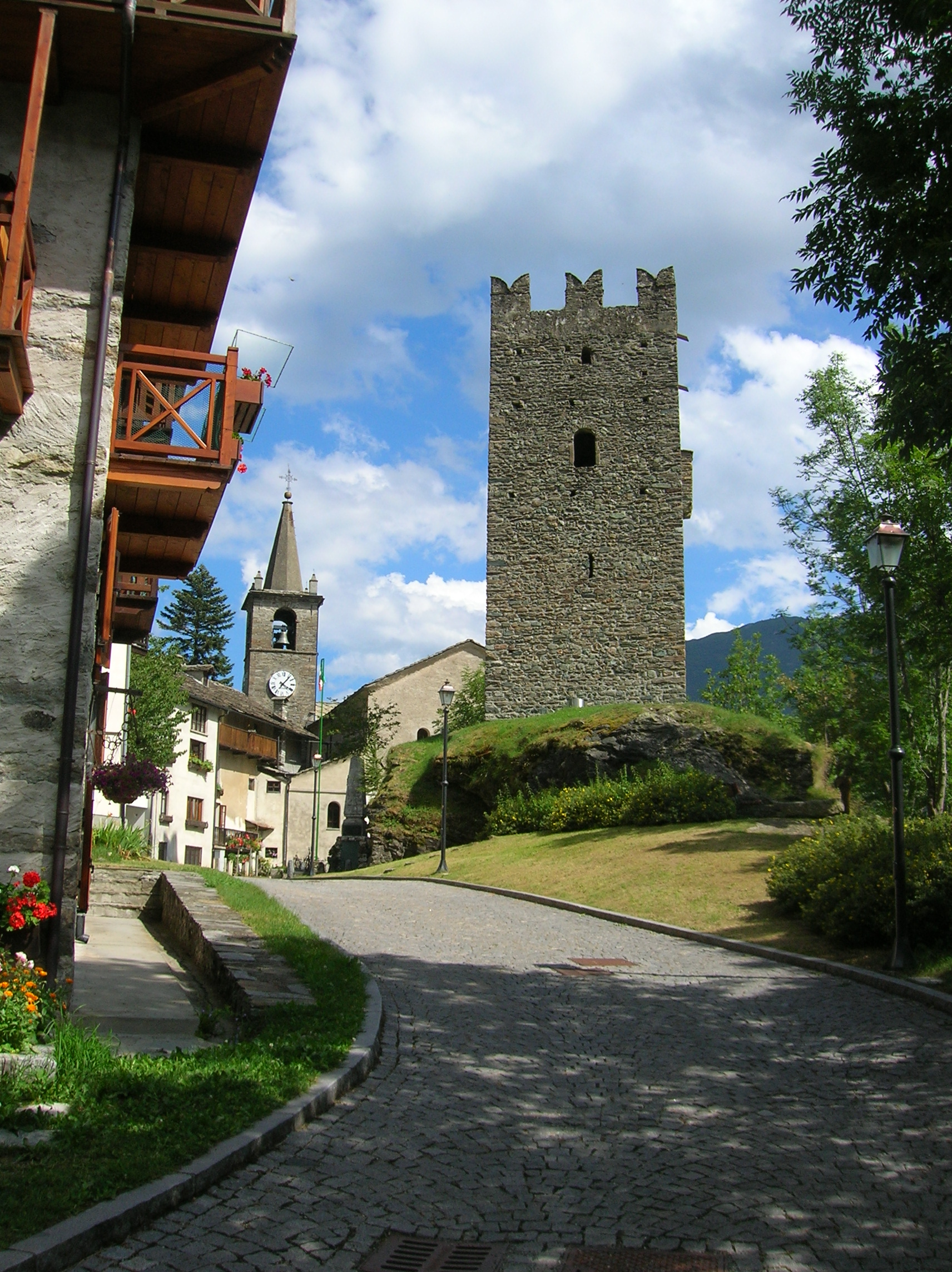
Le château de Champorcher
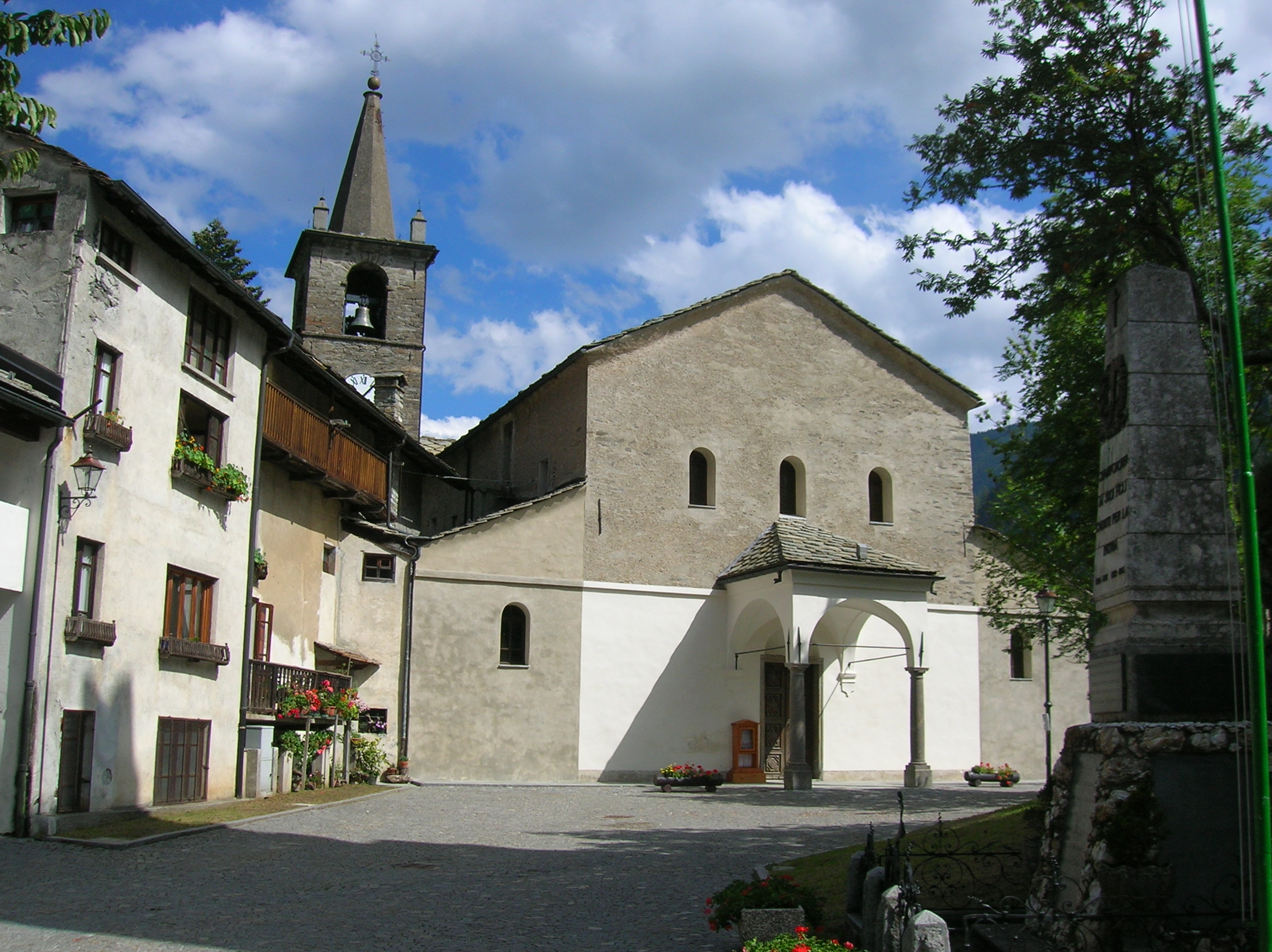
L'église paroissiale Saint-Nicolas
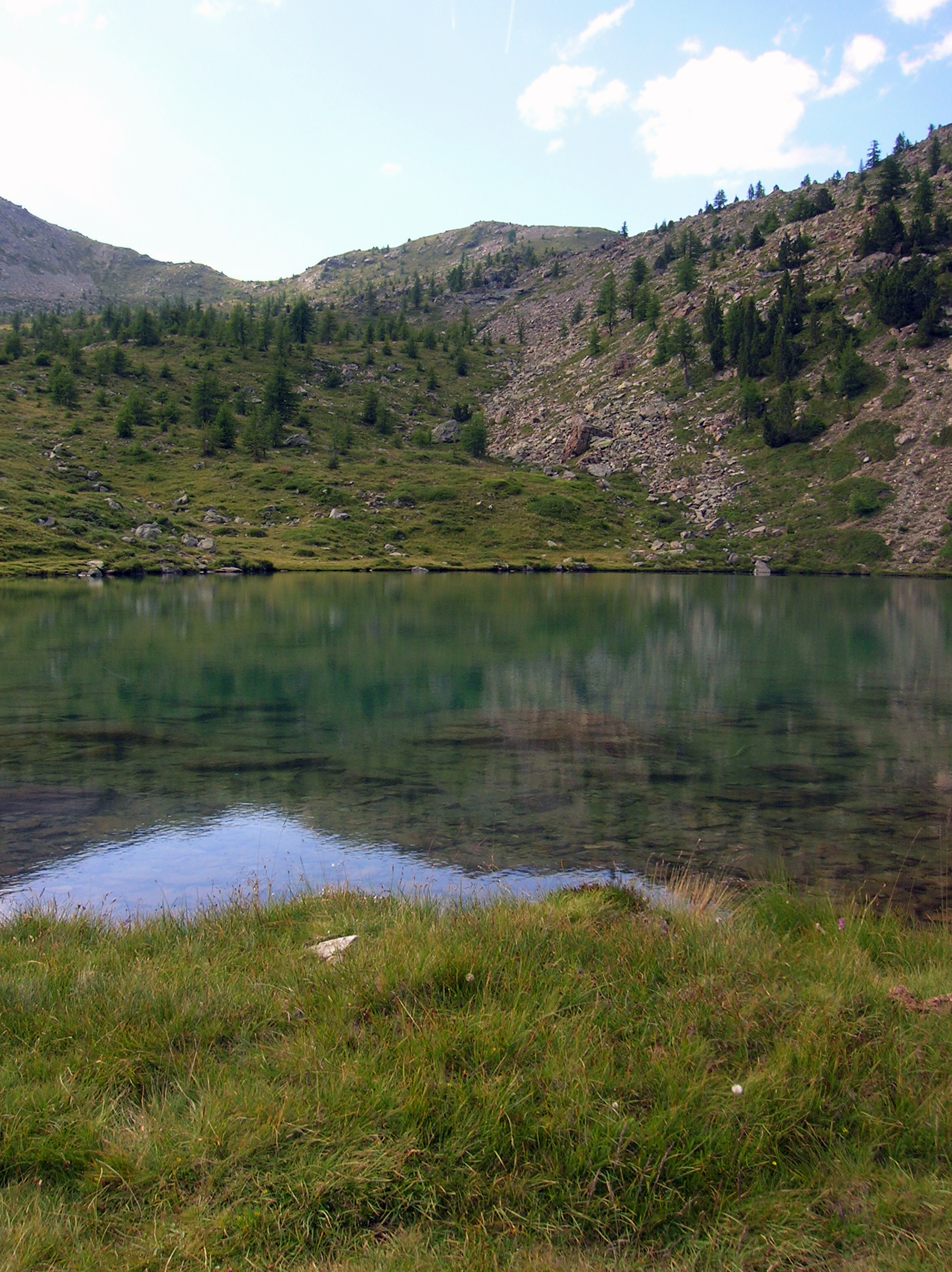
Le lac Muffé
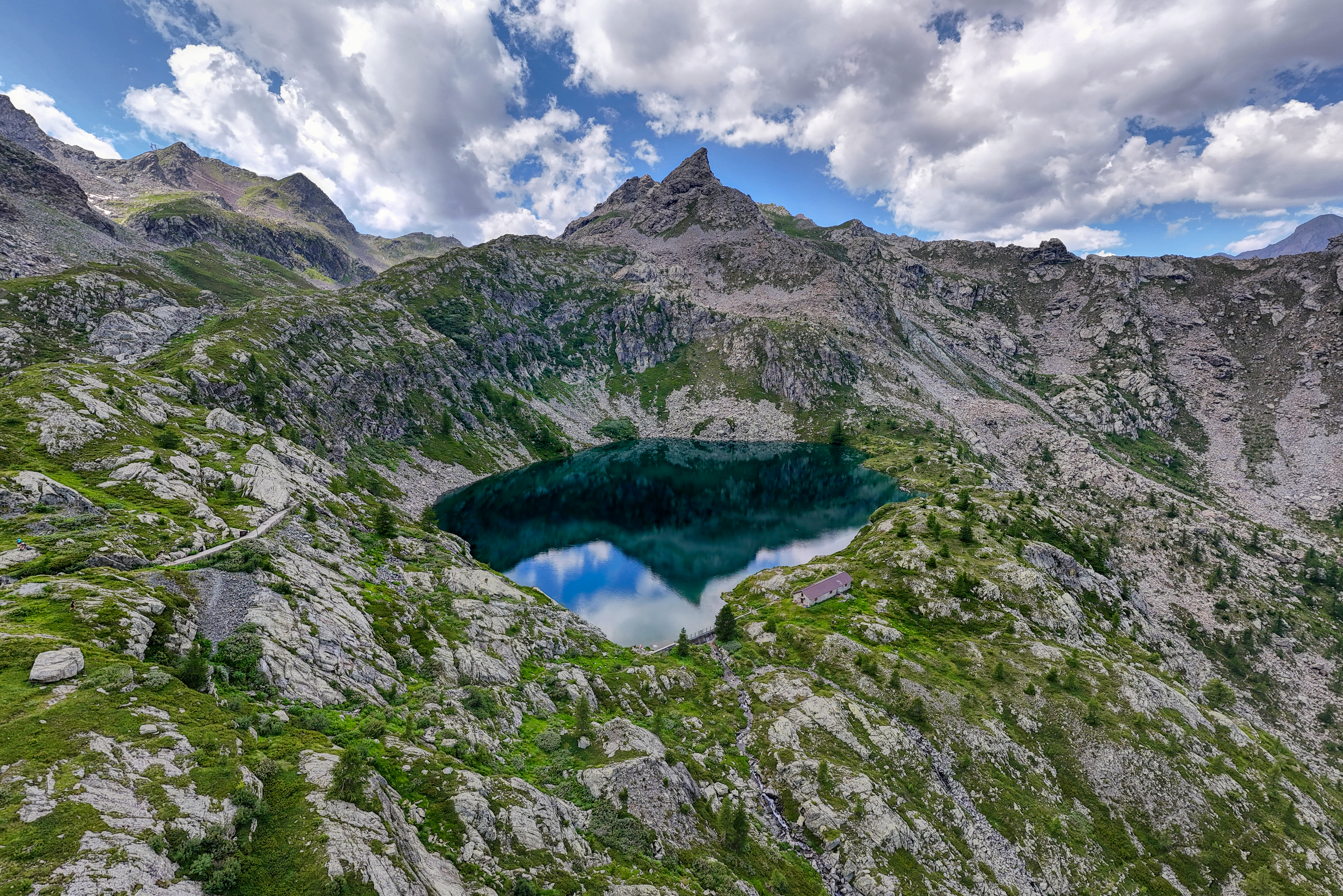
Le lac de Vercoche
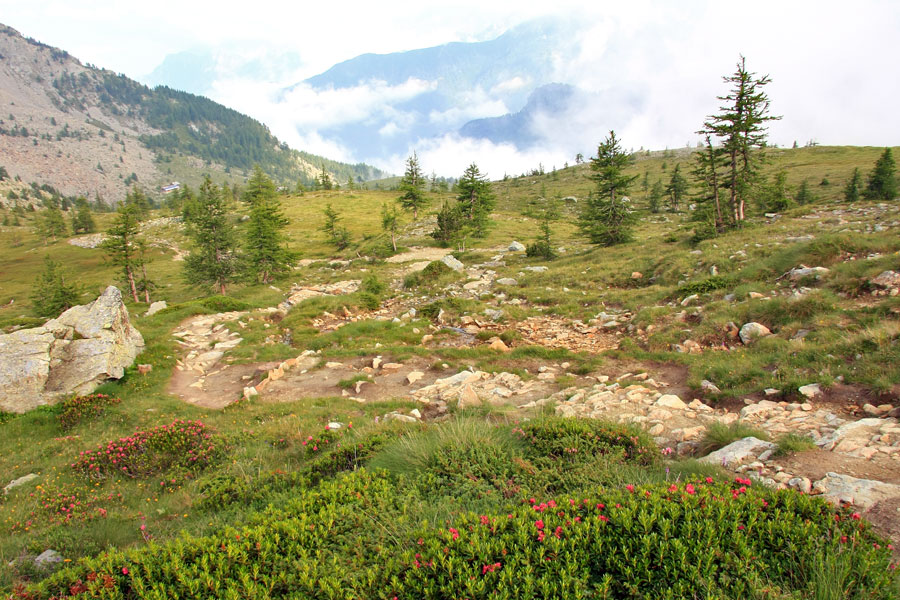
Vue du parc naturel du Mont-Avic
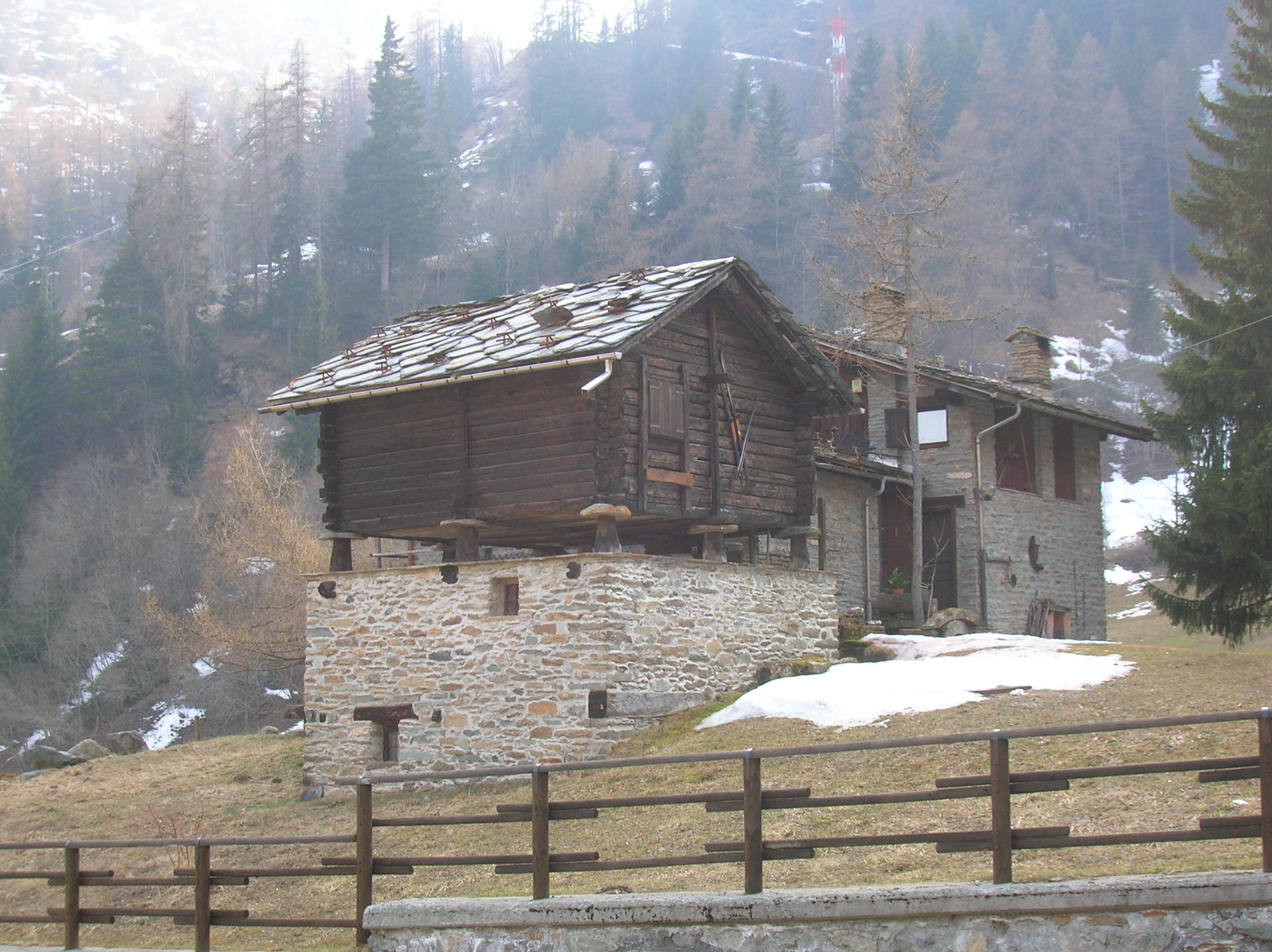
Un rascard dans le village de Chardonney
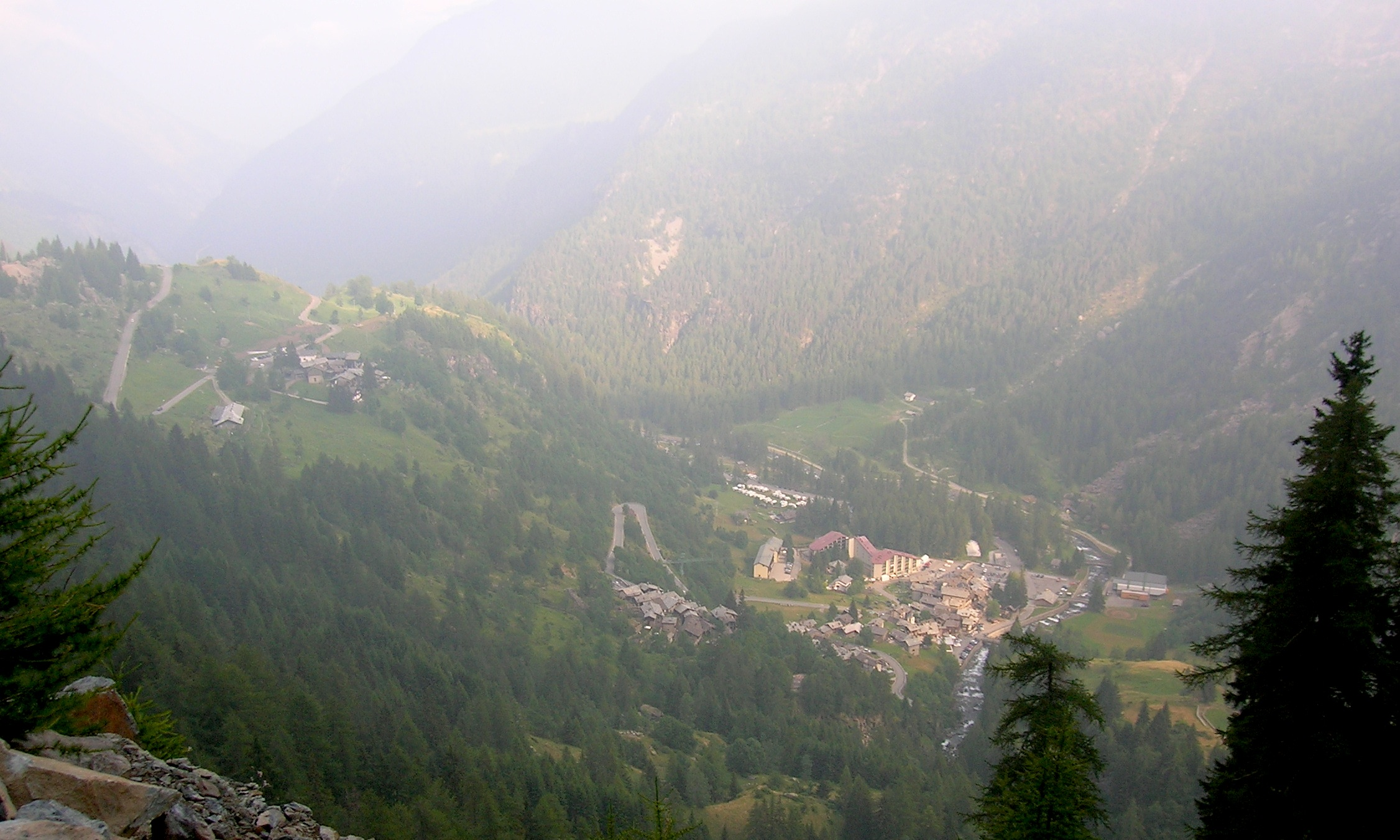
Chardonney sous la pluie

## Administration

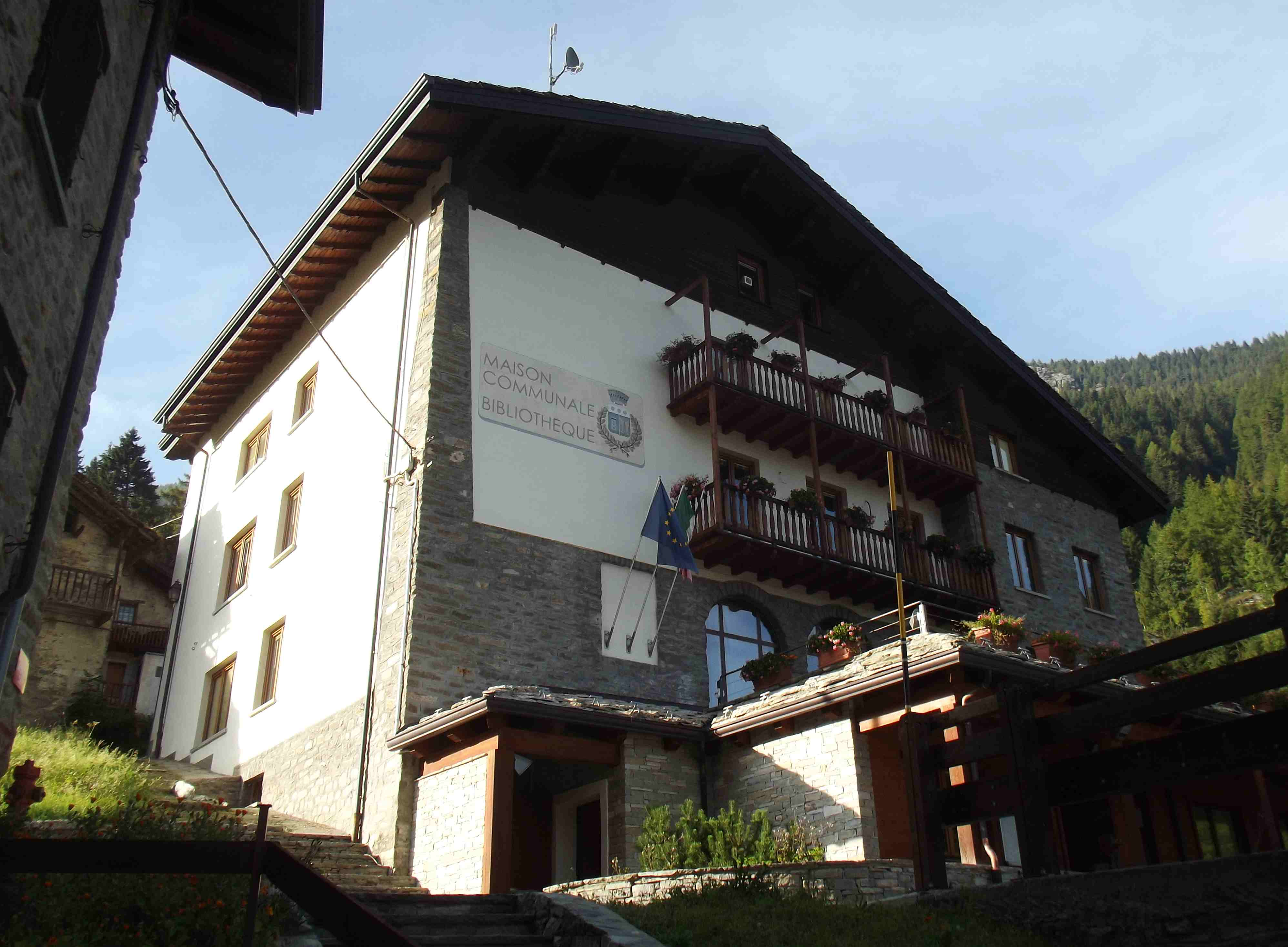
La maison communale.

| Période                                  | Période         | Identité          | Étiquette                            | Qualité |
| ---------------------------------------- | --------------- | ----------------- | ------------------------------------ | ------- |
| 9 mai 2005                               | 21 mai 2010     | Célestin Savin    | Liste civique                        | Syndic  |
| 22 mai 2015                              | 16 octobre 2018 | Alessandro Glarey | Liste civique Champorcher avant tout | Syndic  |
| 17 octobre 2018                          | En cours        | Alice Chanoux     | Liste civique Champorcher avant tout | Syndic  |
| Les données manquantes sont à compléter. |                 |                   |                                      |         |

### Hameaux
Boussiney, Perrier, Dogier, Dublanc, Salleret, Outre l’éve, Parié, Moulin, L’Écreux, Véranaz, Loré, Vigneroisaz, Vagly, Mellier, Coudreyt, Grand-Rosier, Petit-Rosier, Château, Gontier, Garavet, Byron, Arbussey, Collin, Grand-Mont-Blanc, Petit-Mont-Blanc, Perruchon, Ronchas, Chardonney, Sen-du-Gail, Vignat

### Communes limitrophes
Champdepraz, Cogne, Fénis, Issogne, Pontboset, Valprato Soana (TO), Vico Canavese (TO)